# 圣弗拉维
圣弗拉维（法語：Saint-Flavy，法語發音：[sɛ̃ flavi]）是法国奥布省的一个市镇，属于塞纳河畔诺让区。

## 地理
圣弗拉维（48°24'14"N, 3°45'39"E）面积17.24 平方千米，位于法国大東部大區奥布省，该省份为法国中北部省份，北起马恩省，西接塞纳-马恩省，西南至约讷省，东南至科多尔省，东临上马恩省。
与圣弗拉维接壤的市镇（或旧市镇、城区）包括：埃什米讷、马里尼勒沙泰勒、奥尔维利耶圣于连、奥塞莱特鲁瓦迈松、普吕奈-贝尔维尔。

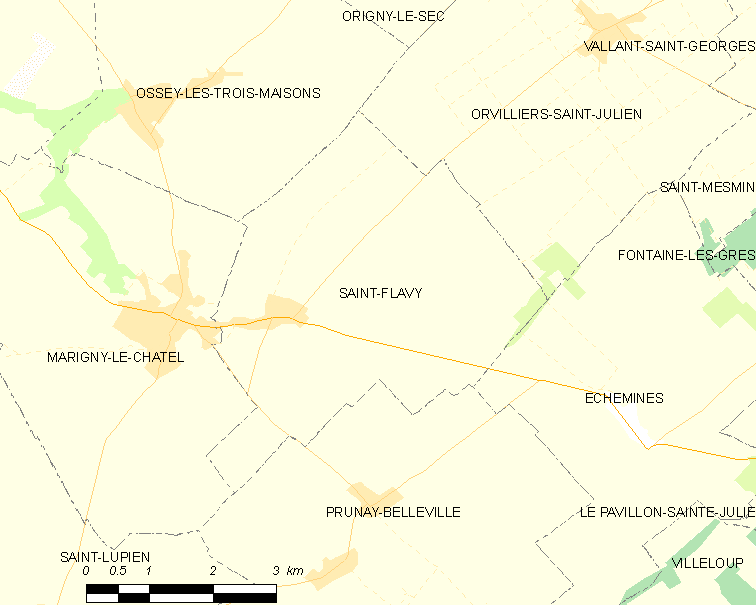
圣弗拉维的OSM定位图

圣弗拉维的时区为UTC+01:00、UTC+02:00（夏令时）。

## 行政
圣弗拉维的邮政编码为10350，INSEE市镇编码为10339。

## 政治
圣弗拉维所属的省级选区为圣利耶县。

## 人口

1962-2008年间圣弗拉维人口变化图示

圣弗拉维于2022年1月1日时的人口数量为297人。